# Avraham Drori
Avraham Rafael Drori (hebrejsky אברהם רפאל דרורי‎, rodným jménem Avraham Kozinsky; 23. května 1919 – 20. srpna 1964) byl izraelský politik, který byl v letech 1961 až 1964 poslancem Knesetu za stranu Cherut.

## Biografie
Narodil se v polské Lodži a byl členem mládežnického revizionisticko-sionistického hnutí Betar. Aliju do mandátní Palestiny podnikl v roce 1935 a stal se členem vojenských jednotek Betaru v Samařsku a Galileji. Vstoupil do Irgunu a posléze byl kooptován do Izraelských obranných sil (IOS), z nichž byl později demobilizován v hodnosti majora.
Po odchodu z armády vstoupil do strany Cherut a později se stal jejím generálním sekretářem. Ve volbách do Knesetu v roce 1959 byl na kandidátní listině strany, ale do parlamentu se nedostal, neboť strana nedostala dostatek hlasů. Poslancem se však nakonec stal 21. března 1961, když nahradil zesnulého Šimšona Uničmana. Nově získaný poslanecký mandát obhájil ve volbách, které se konaly téhož roku. V srpnu 1964 však zemřel v úřadu ve věku 45 let. Na jeho místo pak přišel Josef Kremerman.